# Žumberačka gora
Žumberačka gora (slovinsky Gorjanci) je pohoří rozkládající se na hranicích Chorvatska a Slovinska, nedaleko města Záhřeb. Většina pohoří je chráněna jako součást přírodního parku Žumberak – Samoborsko gorje. Skládá se ze tří částí – Žumberačka gora, Samoborsko gorje a Plešivica. Nejvyšším vrcholem je Sveta Gera (slovinsky Trdinov vrh), která je s nadmořskou výškou 1 178 m n. m. nejvyšším vrcholem vnitrozemského Chorvatska.
Mezi vrcholy nad 900 m n. m. patří následující:
- Sveta Gera – 1 178 m
- Logarjev kogel – 1 126 m
- Hranilovićev vrh – 1 006 m
- Ravna gora – 1 001 m
- Pliješ – 977 m
- Ječmište – 976 m
- Oštrc – 965 m
- Ječmenišće – 950 m
- Pirčev hrib – 934 m
- Črni grič – 928 m
- Velika Kobila – 917 m
- Suhi vrh – 916 m
- Vrlosjedina – 913 m
- Opatova gora – 913 m
- Kalski hrib – 907 m
- Djedovac – 903 m
- Štula – 903 m

Dalšími významnými vrcholy jsou Karvanka (880 m), Japetić (879 m), Zečak (795 m), Plešivica (779 m) a Okić (499 m).